# 何塞·安东尼奥·派斯
何塞·安东尼奥·派斯·埃雷拉（西班牙語：José Antonio Páez Herrera，1790年6月13日—1873年5月6日）是委內瑞拉政治人物，曾三度擔任委內瑞拉总统。
派斯生於委內瑞拉波圖格薩省阿卡里瓜鎮的一個貧農家庭。17歲起，在莊園裡替人牧馬和馴馬。1810年參加愛國軍騎兵隊，投身獨立革命。大哥伦比亚共和国成立後，被任命為委內瑞拉加拉加斯和巴里納斯地區的軍政長官。1818年派斯配合玻利瓦的軍隊打敗了前來討伐的西班牙軍隊，使愛國軍聲威大振。1821年他在卡拉沃沃戰役中指揮愛國軍粉碎了西班牙軍隊主力，讓委內瑞拉徹底獲得解放。在大哥倫比亞共和國成立後，被任命為委內瑞拉加拉加斯和巴里納斯地區軍政長官。
1829年底他反對西蒙·玻利瓦的中央集權思想，策動委內瑞拉與大哥倫比亞分離。1830年，玻利瓦爾逝世後，委內瑞拉宣布脫離大哥倫比亞獨立。1831年派斯就任委內瑞拉國總統，1838、1843年連續當選總統。由於當時委內瑞拉只有小型軍事力量，在大國環伺之下，幾乎沒有餘裕處理委內瑞拉與其他國家之間的外交，因此派斯採取高壓政策統治國內眾多軍頭，1849年被政變推翻。翌年派斯流亡美國，1861年返國，在保守黨支持下發動政變，奪取政權。1863年再度流亡，1873年5月6日死於美國。

## 文學藝術
加夫列尔·加西亚·马尔克斯的長篇小說《迷宮中的將軍》中，荷西·安東尼奧·派斯是主角西蒙·玻利瓦先前的戰友，晚年的政敵。